# Inspiration Porn
Inspiration Porn (deutsch: Inspirationsporno) ist ein Schlagwort. Es bezeichnet metaphorisch-abwertend die Darstellung behinderter Menschen als sogenannte Objekte der Inspiration, die aufgrund ihrer Existenz und Lebensumstände von nicht behinderten Menschen für alltägliche Dinge gelobt und bewundert werden. Gewöhnliche Eigenschaften, Aktivitäten und Fähigkeiten werden als besondere Leistungen hervorgehoben, die damit einhergehende Objektifizierung behinderter Menschen soll dazu führen, dass nicht behinderte Menschen sich besser oder motivierter im Vergleich ihrer eigenen Lebensumstände fühlen. Inspiration Porn stellt eine Form von Ableismus dar. Die Aktivistin und Komikerin Stella Young kritisierte diese häufig nett und wohlwollend gemeinten Äußerungen und prägte während eines TED-Talks im Jahre 2014 den Begriff Inspiration Porn.

## Herkunft und Begriffsbestimmung

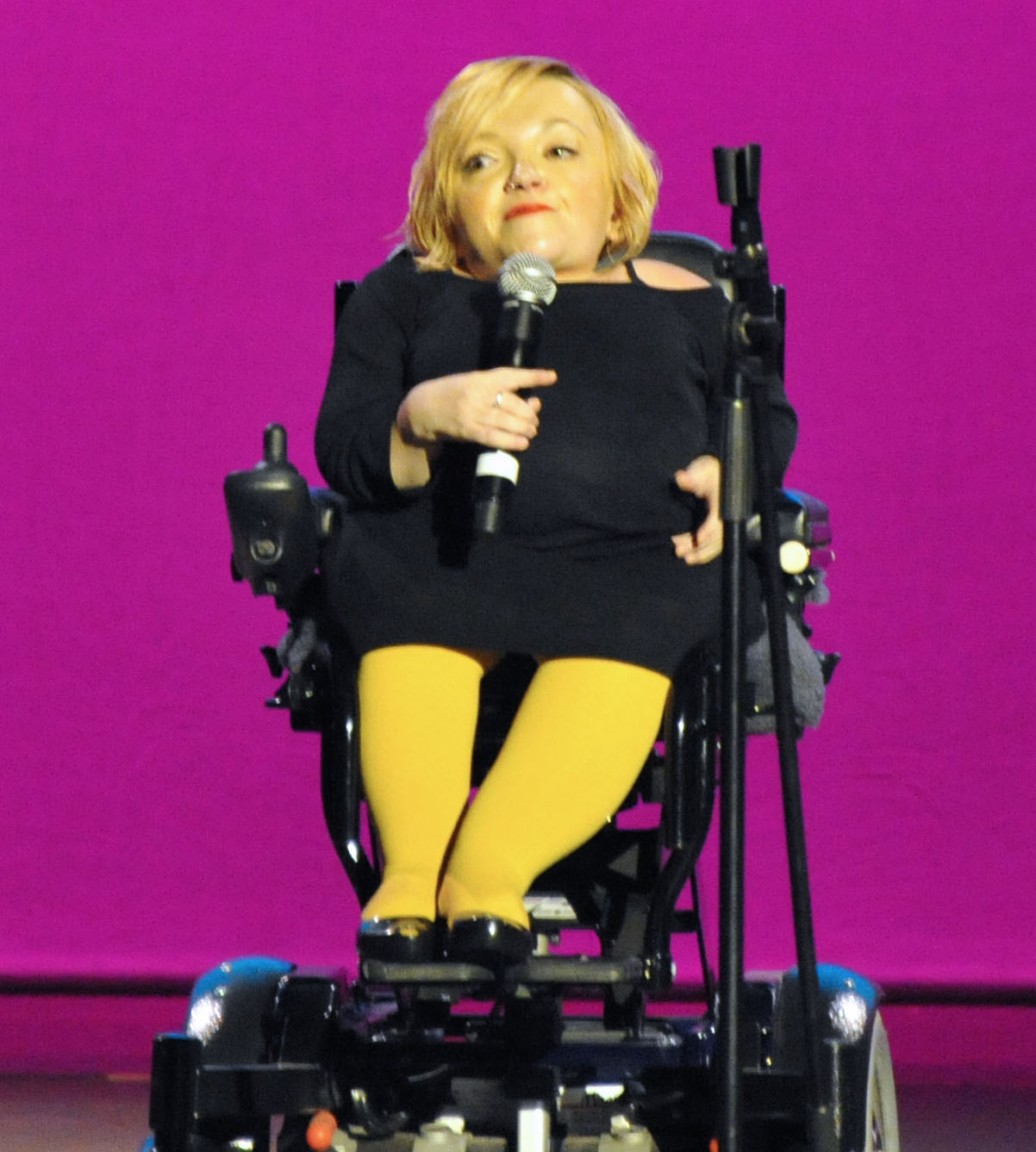
Stella Young, 2012

Der Begriff ist ein Neologismus, der aus den einzelnen Worten Inspiration und Porn gebildet wird. Die sexuelle Pornografie beschreibt sinngemäß eine sexuelle Erregung der Konsumierenden, wohingegen die Erregung beim Inspiration Porn keine sexuelle ist, vielmehr soll hier eine emotionale Erregung hervorgerufen werden. Während die sexuelle Pornografie zumeist Menschen auf ihre Genitalien reduziert und objektiviziert, ist bei Inspiration Porn eine Reduzierung behinderter Menschen auf ihre Behinderung angelegt. Der Begriff soll auf die Überbewertung gewöhnlicher Eigenschaften, Aktivitäten und Fähigkeiten von behinderten Menschen hinweisen, die zumeist von Nichtbehinderten für behinderte Menschen genutzt werden, ohne Einblicke in das Leben der Betroffenen zu haben. Diese sogenannte Bewunderung wird von Nichtbehinderten oft als inspirierend befunden und es erfolgt eine Aufwertung der eigenen Person, indem die behinderte Person durch das vermeintlich erfahrene Leid objektiviert wird.
Stella Young, Aktivistin und Rollstuhlfahrerin, beschrieb 2014 in einem TED-Talk, dass behinderte Menschen von den Medien oft als sogenannte „Objekte der Inspiration“ dargestellt werden, die nichtbehinderten Menschen dazu dienen, diese Menschen zu objektivieren und sich anschließend selbst besser zu fühlen. Sie wies die Vorstellung zurück, dass behinderte Menschen als mutig oder edel angesehen werden sollten, nur weil sie ihr Leben leben.
In ihrem TED Talk beschrieb Stella Young Inspiration Porn: „Für viele sind behinderte Menschen nicht Lehrer*innen, Ärzt*innen oder Nagelpfleger*innen. Wir sind keine echten Menschen. Wir sollen inspirieren.“ Young prägte den Ausdruck, da er nach ihrem Verständnis von Pornografie Menschen zu einem Objekt mache, von dem andere profitierten.
In den Sozialen Medien wurde der Begriff Inspiration Porn kritisiert und diskutiert, da dieser implizieren würde, dass Pornografie mit Ausbeutung gleichgesetzt wird. Alternative Bezeichnungen wie Inspiration Exploitation, die zu Insploitation (deutsch: Inspirausbeutung) verschmelzen könnten, haben sich bisher nicht durchgesetzt.

## Gesellschaftliche Auswirkungen
Das Phänomen Inspiration Porn ist oft in Berichterstattungen über behinderte Menschen zu beobachten, die von Nichtbehinderten erfolgt, welche auch die Themen bestimmen, in deren Zusammenhang über behinderte Menschen berichtet wird. Beispiele dieser Form der strukturellen Stigmatisierung sind häufig zu sehen, wenn Bilder über Sportveranstaltungen und Hochzeiten, die behinderte Menschen darstellen, geteilt und gezeigt werden. Die dazugehörige Berichterstattung beschreibt diese Menschen dann als mutig oder besonders und suggeriert, dass behinderte Menschen nicht fähig wären, selbständig Leistungen zu erbringen, um ein vollwertiges Leben zu führen. Diese Form von Berichterstattung klammert behinderte Menschen aus der Normgesellschaft aus. Sehr verbreitet sind auch Memes, die behinderte Kinder bei sportlichen Aktivitäten zeigen, mit der Überschrift: „Die einzige Behinderung im Leben ist eine schlechte Einstellung“ oder „Was ist deine Entschuldigung, morgens nicht aus dem Bett zu kommen?“
Im Forschungsprojekt The Purple Paper (Das Purpurpapier), das vom Internationalen Paralympischen Komitee unterstützt wurde, wurde ein Abschnitt mit dem Titel Mainstream Media and the ‚Inspiration Porn‘ Trap veröffentlicht. Das Papier enthielt die zentrale Forderung „die Botschaft hinter sich zu lassen, dass Behinderung eine Tragödie ist, etwas, für das man dankbar sein sollte, es nicht zu haben“.
The Purple Paper beschrieb die Ungleichbehandlung von Sportlern der Paralympics und Sportlern ohne Behinderung. Sportler nähmen ganz allgemein im gesellschaftlichen Kontext eine inspirierende Rolle ein; Lionel Messi beispielsweise inspiriere Millionen von Kindern auf der ganzen Welt mit der Botschaft, dass harte Arbeit zur Selbstverwirklichung führen könne. Für Messi liege die Fähigkeit zu inspirieren in seiner Leistung begründet. Für paralympische Sportler hingegen liege sie weniger in ihren Leistungen als vielmehr in dem, was ihnen widerfahren sei. Die Professorin und Rollstuhlbasketballspielerin Darlene Hunter erklärte in diesem Zusammenhang: „Wenn man das auf der gleichen Ebene wie bei einem olympischen Athleten fragt, ist das in Ordnung. Aber wir neigen dazu, mehr Zeit auf unsere Hintergrundgeschichten zu verwenden, wie wir uns verletzt haben oder wie wir hierher gekommen sind, als auf die eigentliche Leistung unserer sportlichen Fähigkeiten.“

## Beispiele
Die Bloggerin Laura Gehlhaar umschrieb den sogenannten Effekt der Objektifizierung: „In [einem solchen] Moment fühle ich mich zum Objekt degradiert“. „Fremde klopfen mir anerkennend auf die Schulter, allein deswegen, weil ich existiere.“ Die Behinderung sei aber für sie nur eine Eigenschaft, so wie andere körperlichen Merkmale, etwa die Haarfarbe.
Lisa Brockschmidt, die zwei Unterschenkelprothesen hat, berichtete in einem Podcast: „Sie sagen mir, wie toll sie das finden, dass ich mich nicht verstecke. Menschen im Rollstuhl bekommen gerne mal gesagt, wie unglaublich toll es ist, dass sie sich trotzdem zum Beispiel in einen Club trauen.“
Die dreimalige Paralympionikin und Hochschulprofessorin Darlene Hunter stellte klar: „Wenn ihr euch von mir inspirieren lassen wollt, dann lasst euch von der Tatsache inspirieren, dass ich vier Abschlüsse habe, dass ich 39 und in der besten Form meines Lebens bin und dass ich mich für Frauen im Sport einsetze. Aber ich will nicht inspirierend sein, weil ich sage: ‚Oh, seht mal, sie hat es überlebt, von einem Grader überfahren zu werden.‘“
David Brown, Paralympics-Sieger 2016 im 100-Meter-Lauf der blinden Männer, ignorierte lange Zeit Komplimente, die ihn als ‚Inspirationsquelle‘ glorifizierten. Erst vor einigen Jahren habe er begonnen, Menschen zu fragen, warum sie ihn als inspirierend wahrnähmen. Brown berichtete in einem Interview mit der New York Times, dass dabei oft nicht seine Leistungen im Mittelpunkt stünden, sondern dass es darum gehe, Mitleid für seine Behinderung zu äußern: „Wenn sie sowas sagen wie: ‚Nun, wissen Sie, Sie sind blind, und ich kann mir nicht vorstellen, selbst blind zu sein und damit umzugehen‘, dann sage ich: ‚OK, Moment mal‘.“